# التحالف من أجل الإبداع والترفيه
التحالف من أجل الإبداع والترفيه (بالإنجليزية: Alliance for Creativity and Entertainment، تختصر إلى ACE)‏ هو تحالف يضم أكثر من 30 شركة ترفيه واستديوهات سينمائية عالمية كبرى، يهدف إلى حماية أرباح الشركات من المواد المحمية بحقوق الطبع والنشر. تأسس في 13 يونيو 2017.
تكمن المهمة المعلنة للتحالف في حماية أرباح الشركات، بالاعتماد على موارد مكافحة القرصنة التابعة لجمعية الفيلم الأمريكي. وتخطط المنظمة لإجراء بحث في مجال القرصنة عبر الإنترنت والضغط على جهات تطبيق القانون لوقف ومقاضاة شركات القرصنة ورفع دعاوى مدنية شاملة و"متابعة الاتفاقيات الطوعية مع الأطراف المسؤولة عبر النظام البيئي للإنترنت" - مثل محركات البحث ومزودي خدمات الإنترنت.
في 31 أكتوبر 2019، أغلقوا موفري البث أوبنلود وستريمانجو. في ديسمبر من عام 2020، أغلق التحالف خدمة IPTV القرصنة بيست أي بي تي في (بالإنجليزية: Beast IPTV)‏. في مايو 2021، أغلق التحالف واستولى على نطاق موقع البث 123movies.l. في يوليو من عام 2023، أغلق التحالف Zoro.to، أكبر موقع لقرصنة الأنمي في العالم. في 3 فبراير 2024، أغلق التحالف موقع البث المصري سيما فور يو. تروج المنظمة لنفسها باعتبارها تمثل مستوى جديد من التنسيق بين أصحاب المصالح المتعددين.

## الخلفية
وفقًا لهيئات مراقبة مكافحة القرصنة، وفر مستخدمو الإنترنت في جميع أنحاء العالم 107.9 مليار دولار بالبث من موزعي المحتوى المجاني في عام 2016. أثبتت جهود الصناعة عدم فعاليتها في منع القرصنة عبر الإنترنت. وفقًا للتحالف، يوجد الآن ما يصل إلى 480 خدمة عبر الإنترنت تتوافق مع قانون حقوق النشر في محاولة لوقف الطلب العالمي على المحتوى المحمي بحقوق النشر.

## الأعضاء
اعتبارًا من مايو 2023، أعضاء التحالف من أجل الإبداع والترفيه هم: 
- أمازون
- أبل تي في +
- شبكات إيه إم سي
- أنيبلكس (سوني)
- استوديوهات بي بي سي
- مجموعة بي إن الإعلامية
- بيل ميديا
- كنال بلوس جروب
- تلفزيون كاراكول
- القناة 5 (المملكة المتحدة)
- تشيليفزيون
- كومكاست
- كرانشي رول (سوني)
- فيلم قسطنطين
- دازون
- شبكة فوكس التلفزيونية
- فوكستيل
- فرانس تيليفيزيون
- شبكة جي إم إيه
- مجموعة جلوبو
- تيلفيزا
- إتش بي أو
- هولو
- ليونزغيت
- مجموعة إم بي سي
- مترو غولدوين ماير (أمازون)
- ميليكوم
- إعلام الألفية
- إن بي سي العالمية (كومكاست)
- نتفليكس
- شبكة أوربت شوتايم
- توزيع أولي
- باراماونت غلوبل
- آر تي إل دويتشلاند
- سينتاي فيلموركس (شبكات إيه إم سي)
- إس إف ستوديوز
- سمبل تي في
- سكاي جروب
- سوني بيكتشرز
- ديزني ستار
- استوديو بابلسبيرغ
- إس تي إكس إنترتينمنت
- تيليفي
- تيليموندو
- تيليفيزا يونيفيجن
- تروفيجنز
- المجموعة المتحدة
- فاليج رودشو
- فيو تي في
- شركة والت ديزني
- وارنر برذرز. ديسكفري

## طالع أيضًا
- جمعية توزيع المحتوى في الخارج، وهي مجموعة يابانية مماثلة لمكافحة القرصنة لمسلسلات الأنمي والمانجا
- قرصنة المحتوى